# اقبال محمدیان
اقبال محمدیان (زاده ۱۳۴۴ مربچه) سیاستمدار ایرانی است، که به بعنوان نمایندهٔ رامهرمز و رامشیر در دورهٔ دهم مجلس شورای اسلامی فعالیت می‌کرد. وی دانش‌آموخته کاردانی رادیولوژی از دانشگاه علوم پزشکی اهواز و کارشناسی ارشد مدیریت دولتی می‌باشد. محمدیان سابقه شهرداری رامهرمز و قائم‌مقامی شهرداری اهواز را در کارنامه شغلی خود دارا می‌باشد.

## مجلس دهم
در انتخابات مجلس دهم شورای اسلامی، محمدیان توانست از مجموع ۹۹٬۱۵۹ آرا، با کسب ۲۵٬۴۵۵ رای، معادل ۲۵٪ از کل آرای حوزه انتخاباتی رامهرمز و رامشیر از استان خوزستان را به خود اختصاص دهد و به مجلس شورای اسلامی راه پیدا کند.